# Artur Tovmasyan
Artur Tovmasyan (né le 18 juillet 1992 à Erevan) est un gymnaste arménien, spécialiste des anneaux.
En 2017, il remporte l'épreuve de Coupe du monde de gymnastique avant de remporter le titre lors des Universiades de 2017 à Taipei.